# 耶克拉
耶克拉，是西班牙穆尔西亚自治区的一个市镇。总面积606平方公里，总人口30824人（2001年），人口密度51人/平方公里。